# Перший морський лорд
Не варто плутати з Першим лордом адміралтейства та лордом верховним адміралом
Перший морський лорд (англ. First Sea Lord), сучасне повне найменування посади — Перший морський лорд та начальник військово-морського штабу англ. First Sea Lord and Chief of the Naval Staff, (1SL/CNS) — військовий керівник Королівського військово-морського флоту Великої Британії та усієї військово-морської служби Її Королівської величності, найвища посада у цьому виді Збройних сил Великої Британії. Споконвічно, з 1689 року посаду обіймав «старший військово-морський лорд» лордів — членів Комітету Адміралтейства (англ. Senior Naval Lord to the Board of Admiralty); з 1771 року посада стала зватись «перший військово-морський лорд» (англ. First Naval Lord), а вже в 1904 році її стали йменувати «перший морський лорд». З 1923 року цей посадовець входить до британського Комітету начальників штабів.
Одночасно адмірал, який посідає цю посаду, обіймає пост начальника військово-морського штабу (англ. Chief of Naval Staff), і зазвичай позначається абревіатурою 1SL/CNS.

## Обов'язки
Перший морський лорд є професійним керівником Королівського флоту та членом Ради оборони Великої Британії. Він несе персональну відповідальність перед Державним секретарем за бойову готовність, ефективність і моральний дух військово-морської служби. Як член Ради оборони Перший морський лорд підтримує Державного секретаря у питаннях командування та контролю Збройними силами в межах визначених повноважень і прав. Як член Комітету начальників штабів, він консультує Голову штабу оборони з питань військово-морської стратегії та політики. Він несе особисту відповідальність за забезпечення належного керівництва Військово-морським департаментом, реалізацію визначених завдань і функцій, управління продуктивністю та забезпечення того, щоб заходи оборони держави в межах повноважень досягали необхідних результатів.

## Історія

### Старші морські лорди, 1689—1771
| Ранг          | Ім'я                                                            | Зображення | Термін у посаді   | Термін у посаді   |
| ------------- | --------------------------------------------------------------- | ---------- | ----------------- | ----------------- |
| адмірал       | Артур Герберт (1648 — 13 квітня 1716)                           |            | 8 березня 1689    | 20 січня 1690     |
| адмірал       | Сер Джон Чічелі (1640 — 20 березня 1691)                        |            | 20 січня 1690     | 5 червня 1690     |
| адмірал флоту | Едвард Рассел (1653 — 26 листопада 1727)                        |            | 5 червня 1690     | 23 січня 1691     |
| капітан       | Генрі Прістман (1647 — 20 серпня 1694)                          |            | 23 січня 1691     | 2 травня 1694     |
| адмірал флоту | Ерл Едвард Рассел (1653 — 26 листопада 1727)                    |            | 2 травня 1694     | 31 травня 1699    |
| адмірал флоту | Сер Джордж Рук (1650 — 24 січня 1709)                           |            | 31 травня 1699    | 26 січня 1702     |
| адмірал флоту | Сер Джон Лік (4 липня 1656 — 21 серпня 1720)                    |            | 8 листопада 1709  | 4 жовтня 1710     |
| адмірал       | Сер Джордж Бінг (27 січня 1663 — 17 січня 1733)                 |            | 4 жовтня 1710     | 30 вересня 1712   |
| адмірал       | Сер Джон Лік (4 липня 1656 — 21 серпня 1720)                    |            | 30 вересня 1712   | 14 жовтня 1714    |
| адмірал       | Сер Джордж Бінг (27 січня 1663 — 17 січня 1733)                 |            | 14 жовтня 1714    | 16 квітня 1717    |
| адмірал флоту | Метью Ейлмер (1650 — 18 серпня 1720)                            |            | 16 квітня 1717    | 19 березня 1718   |
| адмірал флоту | Сер Джордж Бінг (27 січня 1663 — 17 січня 1733)                 |            | 19 березня 1718   | 30 вересня 1721   |
| адмірал       | Сер Джон Дженнінгс (1664 — 23 грудня 1743)                      |            | 30 вересня 1721   | 1 червня 1727     |
| адмірал флоту | Сер Джон Норріс (1670 — 13 червня 1749)                         |            | 1 червня 1727     | 13 травня 1730    |
| адмірал       | Сер Чарльз Вегер (24 лютого 1666 — 24 травня 1743)              |            | 13 травня 1730    | 23 червня 1733    |
| адмірал       | Лорд Арчібальд Гамільтон (1673 — 5 квітня 1754)                 |            | 23 червня 1733    | 13 березня 1738   |
| адмірал       | Лорд Гаррі Паулетт (24 липня 1691 — 9 жовтня 1759)              |            | 13 березня 1738   | 19 березня 1742   |
| кептен        | Лорд Арчібальд Гамільтон (1673 — 5 квітня 1754)                 |            | 19 березня 1742   | 25 березня 1746   |
| адмірал       | Лорд Віре Боклерк (14 липня 1699 — 21 жовтня 1781)              |            | 25 березня 1746   | 18 листопада 1749 |
| адмірал       | Лорд Джордж Енсон (23 квітня 1697 — 6 червня 1762)              |            | 18 листопада 1749 | 22 червня 1751    |
| адмірал       | Сер Вільям Роулі (1690 — 1 січня 1768)                          |            | 22 червня 1751    | 17 листопада 1756 |
| віцеадмірал   | Високоповажний Едвард Боскауен (19 серпня 1711 — 10 січня 1761) |            | 17 листопада 1756 | 6 квітня 1757     |
| адмірал       | Сер Вільям Роулі (1690 — 1 січня 1768)                          |            | 6 квітня 1757     | 2 липня 1757      |
| адмірал       | Високоповажний Едвард Боскауен (19 серпня 1711 — 10 січня 1761) |            | 2 липня 1757      | 19 березня 1761   |
| адмірал       | Високоповажний Джон Форбс (17 липня 1714 — 10 березня 1796)     |            | 19 березня 1761   | 20 квітня 1763    |
| кептен        | Ерл Річард Гау (8 березня 1726 — 5 серпня 1799)                 |            | 20 квітня 1763    | 31 липня 1765     |
| віцеадмірал   | Сер Чарльз Сондерс (1715 — 7 грудня 1775)                       |            | 31 липня 1765     | 15 вересня 1766   |
| контрадмірал  | Високоповажний Огаст Кеппель (25 квітня 1725 — 2 жовтня 1786)   |            | 15 вересня 1766   | 11 грудня 1766    |
| контрадмірал  | Сер Пірсі Бретт (1709 — 14 жовтня 1781)                         |            | 11 грудня 1766    | 28 лютого 1770    |
| адмірал       | Сер Френсіс Гольберн (1704 — 15 липня 1771)                     |            | 28 лютого 1770    | 2 лютого 1771     |

### Перші військово-морські лорди, 1771—1904
| Ранг          | Ім'я                                                              | Зображення | Термін у посаді   | Термін у посаді   |
| ------------- | ----------------------------------------------------------------- | ---------- | ----------------- | ----------------- |
| кептен        | Огастус Герві (19 травня 1724 — 23 грудня 1779)                   |            | 2 лютого 1771     | 12 квітня 1775    |
| віцеадмірал   | Сер Г'ю Паллісер (26 лютого 1723 — 19 березня 1796)               |            | 12 квітня 1775    | 23 вересня 1779   |
| віцеадмірал   | Роберт Мен (1721 — 1783)                                          |            | 23 вересня 1779   | 22 вересня 1780   |
| віцеадмірал   | Джордж Дарбі (1720 — 1790)                                        |            | 22 вересня 1780   | 1 квітня 1782     |
| адмірал       | Сер Роберт Гарланд (1715 — 21 лютого 1784)                        |            | 1 квітня 1782     | 30 січня 1783     |
| адмірал       | Г'ю Пігот (28 травня 1722 — 15 грудня 1792)                       |            | 30 січня 1783     | 31 грудня 1783    |
| контрадмірал  | Джон Левесон-Говер (11 липня 1740 — 15 серпня 1792)               |            | 31 грудня 1783    | 12 серпня 1789    |
| віцеадмірал   | Лорд Семуель Худ (12 грудня 1724 — 27 січня 1816)                 |            | 12 серпня 1789    | 7 березня 1795    |
| віцеадмірал   | Сер Чарльз Міддлтон (14 жовтня 1726 — 17 червня 1813)             |            | 7 березня 1795    | 20 листопада 1795 |
| віцеадмірал   | Джеймс Гамб'є (13 жовтня 1756 — 19 квітня 1833)                   |            | 20 листопада 1795 | 19 лютого 1801    |
| контрадмірал  | Сер Томас Трубрідж (22 червня 1757 — 1 лютого 1807)               |            | 19 лютого 1801    | 15 травня 1804    |
| віцеадмірал   | Джеймс Гамб'є (13 жовтня 1756 — 19 квітня 1833)                   |            | 15 травня 1804    | 10 лютого 1806    |
| контрадмірал  | Джон Маркем (13 червня 1761 — 13 лютого 1827)                     |            | 10 лютого 1806    | 6 квітня 1807     |
| адмірал       | Джеймс Гамб'є (13 жовтня 1756 — 19 квітня 1833)                   |            | 6 квітня 1807     | 9 травня 1808     |
| віцеадмірал   | Сер Річард Бікертон (11 жовтня 1759 — 9 лютого 1832)              |            | 9 травня 1808     | 25 березня 1812   |
| віцеадмірал   | Вільям Дометт (1752 — 19 травня 1828)                             |            | 25 березня 1812   | 23 жовтня 1813    |
| віцеадмірал   | Сер Джозеф Сідні Йорк (6 червня 1768 — 5 травня 1831)             |            | 23 жовтня 1813    | 24 травня 1816    |
| віцеадмірал   | Сер Грехем Мур (1764 — 25 листопада 1843)                         |            | 24 травня 1816    | 13 березня 1820   |
| віцеадмірал   | Сер Вільям Джонстоун Гоуп (16 серпня 1766 — 2 травня 1831)        |            | 13 березня 1820   | 2 травня 1827     |
| віцеадмірал   | Сер Джордж Кокберн (22 квітня 1772 — 19 серпня 1853)              |            | 19 вересня 1828   | 25 листопада 1830 |
| контрадмірал  | Сер Томас Гарді (5 квітня 1769 — 20 вересня 1839)                 |            | 25 листопада 1830 | 1 серпня 1834     |
| контрадмірал  | Високоповажний Сер Джордж Дандас (8 вересня 1778 — 7 жовтня 1834) |            | 1 серпня 1834     | 1 листопада 1834  |
| контрадмірал  | Сер Чарльз Адам (6 жовтня 1780 — 19 вересня 1853)                 |            | 1 листопада 1834  | 23 грудня 1834    |
| віцеадмірал   | Сер Джордж Кокберн (22 квітня 1772 — 19 серпня 1853)              |            | 23 грудня 1834    | 25 квітня 1835    |
| віцеадмірал   | Сер Чарльз Адам (6 жовтня 1780 — 19 вересня 1853)                 |            | 25 квітня 1835    | 8 вересня 1841    |
| адмірал       | Сер Джордж Кокберн (22 квітня 1772 — 19 серпня 1853)              |            | 8 вересня 1841    | 13 липня 1846     |
| віцеадмірал   | Сер Вільям Паркер (1 грудня 1781 — 13 листопада 1866)             |            | 13 липня 1846     | 24 липня 1846     |
| віцеадмірал   | Сер Чарльз Адам (6 жовтня 1780 — 19 вересня 1853)                 |            | 24 липня 1846     | 20 липня 1847     |
| контрадмірал  | Сер Джеймс Дандас (4 грудня 1785 — 3 жовтня 1862)                 |            | 20 липня 1847     | 13 лютого 1852    |
| контрадмірал  | Високоповажний Моріс Берклі (3 січня 1788 — 17 жовтня 1867)       |            | 13 лютого 1852    | 2 березня 1852    |
| віцеадмірал   | Гайд Паркер (1784 — 26 травня 1854)                               |            | 2 березня 1852    | 26 травня 1854    |
| віцеадмірал   | Високоповажний Моріс Берклі (3 січня 1788 — 17 жовтня 1867)       |            | 26 травня 1854    | 24 листопада 1857 |
| віцеадмірал   | Високоповажний Сер Річард Дандас (11 квітня 1802 — 3 червня 1861) |            | 24 листопада 1857 | 8 березня 1858    |
| віцеадмірал   | Сер Вільям Мартін (5 грудня 1801 — 24 березня 1895)               |            | 8 березня 1858    | 28 червня 1859    |
| віцеадмірал   | Високоповажний Сер Річард Дандас (11 квітня 1802 — 3 червня 1861) |            | 28 червня 1859    | 15 червня 1861    |
| адмірал       | Високоповажний Фредерік Грей (23 серпня 1805 — 2 травня 1878)     |            | 15 червня 1861    | 13 липня 1866     |
| віцеадмірал   | Сер Александер Мілн (10 листопада 1806 — 20 грудня 1896)          |            | 13 липня 1866     | 18 грудня 1868    |
| адмірал       | Сер Сідні Дакрс (9 січня 1804 — 8 березня 1884)                   |            | 18 грудня 1868    | 27 листопада 1872 |
| адмірал       | Сер Александер Мілн (10 листопада 1806 — 20 грудня 1896)          |            | 27 листопада 1872 | 7 вересня 1876    |
| адмірал       | Сер Гастінгс Йелвертон (21 березня 1808 — 24 липня 1878)          |            | 7 вересня 1876    | 5 листопада 1877  |
| адмірал       | Сер Джордж Веллслі (2 серпня 1814 — 6 квітня 1901)                |            | 5 листопада 1877  | 12 серпня 1879    |
| адмірал       | Сер Естлі Купер Кі (18 січня 1821 — 3 березня 1888)               |            | 12 серпня 1879    | 1 липня 1885      |
| адмірал       | Сер Артур Худ (14 липня 1824 — 16 листопада 1901)                 |            | 1 липня 1885      | 15 лютого 1886    |
| адмірал       | Лорд Джон Гей (23 серпня 1827 — 4 травня 1916)                    |            | 15 лютого 1886    | 9 серпня 1886     |
| адмірал       | Сер Артур Худ (14 липня 1824 — 16 листопада 1901)                 |            | 9 серпня 1886     | 24 жовтня 1889    |
| адмірал       | Сер Річард Гамільтон (28 травня 1829 — 17 вересня 1912)           |            | 24 жовтня 1889    | 28 вересня 1891   |
| адмірал       | Сер Ентоні Госкінс (1 вересня 1828 — 21 червня 1901)              |            | 28 вересня 1891   | 1 листопада 1893  |
| адмірал флоту | Сер Фредерік Річардс (30 листопада 1833 — 28 вересня 1912)        |            | 1 листопада 1893  | 19 серпня 1899    |
| адмірал флоту | Лорд Вальтер Керр (28 вересня 1839 — 12 травня 1927)              |            | 19 серпня 1899    | 21 жовтня 1904    |

### Перші морські лорди, 1904— по т.ч.
| Ранг          | Ім'я                                                                 | Зображення | Термін у посаді   | Термін у посаді   |
| ------------- | -------------------------------------------------------------------- | ---------- | ----------------- | ----------------- |
| адмірал флоту | Сер Джон Арбетнот Фішер (25 січня 1841 — 10 липня 1920)              |            | 21 жовтня 1904    | 25 січня 1910     |
| адмірал флоту | Сер Артур Вільсон (4 березня 1842 — 25 травня 1921)                  |            | 25 січня 1910     | 5 грудня 1911     |
| адмірал       | Сер Френсіс Бріджмен (7 грудня 1848 — 17 лютого 1929)                |            | 5 грудня 1911     | 9 грудня 1912     |
| адмірал       | принц Людвіг Александр Баттенберг (24 травня 1854 — 11 вересня 1921) |            | 9 грудня 1912     | 30 жовтня 1914    |
| адмірал флоту | Сер Джон Арбетнот Фішер (25 січня 1841 — 10 липня 1920)              |            | 30 жовтня 1914    | 15 травня 1915    |
| адмірал       | Сер Генрі Джексон (21 січня 1855 — 14 грудня 1929)                   |            | 15 травня 1915    | 30 листопада 1916 |
| адмірал флоту | Сер Джон Джелліко (5 грудня 1859 — 20 листопада 1935)                |            | 30 листопада 1916 | 10 січня 1918     |
| адмірал флоту | Сер Росслін Вемисс (12 квітня 1864 — 24 травня 1933)                 |            | 10 січня 1918     | 1 листопада 1919  |
| адмірал флоту | Ерл Девід Бітті (17 січня 1871 — 12 березня 1936)                    |            | 1 листопада 1919  | 30 липня 1927     |
| адмірал флоту | Сер Чарльз Мадден (5 вересня 1862 — 5 червня 1935)                   |            | 30 липня 1927     | 30 липня 1930     |
| адмірал флоту | Сер Фредерік Філд (18 квітня 1871 — 24 жовтня 1945)                  |            | 30 липня 1930     | 21 січня 1933     |
| адмірал флоту | Лорд Ерні Чатфілд (27 вересня 1873 — 15 листопада 1967)              |            | 21 січня 1933     | 7 вересня 1938    |
| адмірал флоту | Сер Роджер Бекхауз (24 листопада 1878 — 15 липня 1939)               |            | 7 вересня 1938    | 12 червня 1939    |
| адмірал флоту | Сер Дадлі Паунд (29 серпня 1877 — 21 жовтня 1943)                    |            | 12 червня 1939    | 15 жовтня 1943    |
| адмірал флоту | Сер баронет Ендрю Браун Каннінгем (7 січня 1883 — 12 червня 1963)    |            | 15 жовтня 1943    | 24 травня 1946    |
| адмірал флоту | Сер Джон Генрі Каннінгем (13 квітня 1885 — 13 грудня 1962)           |            | 24 травня 1946    | 29 вересня 1948   |
| адмірал флоту | Лорд Брюс Фрезер (5 лютого 1888 — 12 лютого 1981)                    |            | 29 вересня 1948   | 20 грудня 1951    |
| адмірал флоту | Сер Родерік Макгрігор (12 квітня 1893 — 3 грудня 1959)               |            | 20 грудня 1951    | 18 квітня 1955    |
| адмірал флоту | Ерл Луїс Маунтбеттен (25 червня 1900 — 27 серпня 1979)               |            | 18 квітня 1955    | 19 жовтня 1959    |
| адмірал флоту | Сер Чарльз Ламбе (20 грудня 1900 — 29 серпня 1960)                   |            | 19 жовтня 1959    | 23 травня 1960    |
| адмірал флоту | Сер Каспар Джон (22 березня 1903 — 11 липня 1984)                    |            | 23 травня 1960    | 7 серпня 1963     |
| адмірал       | Сер Девід Люс (23 січня 1906 — 6 січня 1971)                         |            | 7 серпня 1963     | березень 1966     |
| адмірал флоту | Сер Варіл Бегг (1 жовтня 1908 — 13 липня 1995)                       |            | березень 1966     | серпень 1968      |
| адмірал флоту | Сер Майкл Ле Фану (2 серпня 1913 — 28 листопада 1970)                |            | серпень 1968      | липень 1970       |
| адмірал флоту | Сер Пітер Гілл-Нортон (8 лютого 1915 — 16 травня 2004)               |            | липень 1970       | березень 1971     |
| адмірал флоту | Сер Майкл Поллок (19 жовтня 1916 — 27 вересня 2006)                  |            | березень 1971     | березень 1974     |
| адмірал флоту | Сер Едвард Ешмор (11 грудня 1919 — 28 квітня 2016)                   |            | березень 1974     | березень 1977     |
| адмірал флоту | Сер Теренс Левен (19 листопада 1920 — 23 січня 1999)                 |            | березень 1977     | липень 1979       |
| адмірал флоту | Сер Генрі Ліч (18 листопада 1923 — 26 квітня 2011)                   |            | липень 1979       | грудень 1982      |
| адмірал флоту | Сер Джон Філдхауз (12 лютого 1928 — 17 лютого 1992)                  |            | грудень 1982      | серпень 1985      |
| адмірал флоту | Сер Вільям Ставлі (10 листопада 1928 — 13 жовтня 1997)               |            | серпень 1985      | травень 1989      |
| адмірал флоту | Сер Джуліан Освальд (11 серпня 1933 — 19 липня 2011)                 |            | травень 1989      | березень 1993     |
| адмірал флоту | Сер Бенджамін Батерст (нар.27 травня 1936)                           |            | березень 1993     | липень 1995       |
| адмірал       | Сер Джок Слатер (нар.27 березня 1938)                                |            | липень 1995       | жовтень 1998      |
| адмірал       | Сер Майкл Бойс (2 квітня 1943 — 6 листопада 2022)                    |            | жовтень 1998      | січень 2001       |
| адмірал       | Сер Найджел Ессенхай (нар.8 листопада 1944)                          |            | січень 2001       | вересень 2002     |
| адмірал       | Сер Алан Вест (нар.21 квітня 1948)                                   |            | вересень 2002     | лютий 2006        |
| адмірал       | Сер Джонатон Бенд (нар.2 лютого 1950)                                |            | лютий 2006        | липень 2009       |
| адмірал       | Сер Марк Стенхоуп (нар.26 березня 1952)                              |            | липень 2009       | квітень 2013      |
| адмірал       | Сер Джордж Замбеллас (нар.4 квітня 1958)                             |            | квітень 2013      | квітень 2016      |
| адмірал       | Сер Філіп Джонс (нар.14 лютого 1960)                                 |            | квітень 2016      | 19 червня 2019    |
| адмірал       | Сер Ентоні Радакін (нар.10 листопада 1965)                           |            | 19 червня 2019    | 8 листопада 2021  |
| адмірал       | Сер Бен Кі (нар.7 листопада 1965)                                    |            | 8 листопада 2021  | по т.ч.           |